# Спасо-Преображенский собор (Прилуки)
Спасо-Преображенский собор — кафедральный собор Нежинской и Прилукской епархии Украинской православной церкви и памятник архитектуры национального значения в Прилуках.

## История
Постановлением Кабинета Министров УССР от 24.08.1963 № 970 «Про упорядочение дела учёта и охраны памятников архитектуры на территории Украинской ССР» («Про впорядкування справи обліку та охорони пам’ятників архітектури на території Української РСР») присвоен статус памятник архитектуры национального значения с охранным № 833.
Установлена информационная доска.

## Описание
Собор построен в период 1710—1720 годы (по другим данным, 1705—1720 годы) на территории Прилукской крепости в стиле украинского барокко. При соборе действовали приходская школа и госпиталь.
Каменный, бесстолпный, пятикупольный собор. Между пятигранными раменами (прямоугольными объёмами) пространственного креста располагаются криволинейные в плане камеры, которые ниже от основного объёма. Рядом располагались каменная колокольня с Николаевской церковью, не сохранились.
Пострадал во время пожаром 1781 и 1834 годов, после последнего была изменена форма куполов храма. В конце XIX века возведено каменное ограждение и сторожка, не сохранились. В период 1967—1982 годы был проведён 1-й этап реставрационных работ архитектором М. М. Говденко и инженером Б. М. Левандовской.
В советский период храм был закрыт.
В 1991 году храм был вновь освящён соборным, возобновилось богослужение.